# Fate/EXTELLA
《Fate/EXTELLA》是由日本游戏开发商Marvelous开发的动作游戏。本作的日文版发行于2016年11月10日在PS4和PS Vita平台上。

## 游戏玩法
玩家能够在本作选择主人公的性别，而核心玩法为组合弱攻击与强攻击的连续攻击击倒敌人。除此之外玩法也包括“领域支配争夺战”、“形态变化”、“自由模式”等。

### 领域支配争夺战
领域支配争夺战的玩法为各阵营相互攻击名为“sector（セクター）”的据点，并收集领域支配权之钥“管理矩阵（レジムマトリクス）”的战斗，而胜利条件为玩家需率先获得15份支配权。

### 形态变化
形态变化是从者进行变身改变外表并获得威力提升。

### 自由模式
在自由模式中玩家能够自由选择角色并游玩已通关的关卡，如选择隶属同一阵营的从者进行互斗。除此之外，玩家也能在自由模式中让御主（主人公）穿戴道具“礼装”。

## 故事简介

### 剧情
游戏背景设定在前作《Fate/EXTRA》中的圣杯战争事件后。尼禄和她的御主（岸波白野）在圣杯战争中获胜，得以操控能实现任何愿望的灵子电脑。除此之外，他们还获得能统治地方从者的王权之戒。 然而，在他们准备在月球展开新的开始之际，他们遇到了同样拥有王权的新敌人。故事主要以三大阵营的领袖角度描述，分别为“尼禄”、“玉藻前”和“阿提拉”。游戏中除了主要故事外，还包括以其他从者为中心的支线故事。

### 角色
本作角色一共有16名从者。

## 开发与发行
2016年3月15日，Marvelous宣布将于PS4和PS Vita平台上推出与《Fate/EXTRA》不同类型的动作游戏，并取名为《Fate/EXTELLA》。同年11月10日，Marvelous将本作的日文版在PS4和PS Vita平台上发行，并公布服装DLC的内容。2017年4月13日，官方宣布将于同年7月20日在任天堂Switch平台上发行，该版本能够自由切换字幕的语言。同年7月25日，本作登录Microsoft Window平台。

## 评价
游戏在评论聚合网站Metacritic的评价为“褒贬不一”。Destructoid的莉莲·C（Lilian C）表示“《Fate/EXTELLA》与无双类游戏相似，战斗简单且节奏快，但内容重复性高。”莉莲还表示“本作的剧情写作和人物塑造很有趣。”Nintendo Life的摩根·斯利普（Morgan Sleeper）表示“《Fate/EXTELLA》与《薩爾達無雙》等无双游戏有些许分别，比如连续冲刺、区域与区域间的连接等”。他还表示本作的“角色塑造会令人感到有趣而不是尴尬”。